# 野梧桐
野梧桐为大戟科野桐属下的一个变种。

## 扩展阅读
維基物種上的相關：野梧桐